# Fornacis
Fornacis (α Fornacis / α For / HD 20010) es la estrella más brillante de la constelación de Fornax, el horno, con magnitud aparente +3,80.
Recibe también la denominación de Flamsteed 12 Eridani.
Es una estrella relativamente cercana al sistema solar, ya que se encuentra a 46 años luz.
Fornacis es una estrella binaria cuyas componentes están separadas visualmente 4 segundos de arco. La componente principal, Fornacis A, es una subgigante amarilla de tipo espectral F8IV y 6240 K de temperatura superficial.
Cuatro veces más luminosa que el Sol, tiene una masa de 1,25 masas solares.
La estrella secundaria, Fornacis B, es una enana amarilla de tipo espectral G7V menos luminosa que el Sol, con un 50% de la luminosidad del mismo. Más fría que su compañera, su temperatura es de 5500 K.
Es menos masiva que el Sol, con una masa de sólo 0,75 masas solares.
El sistema muestra una metalicidad inferior a la solar ([Fe/H] = -0,21) y su edad se estima en 3800 ± 700 millones de años.
Las dos estrellas completan una órbita alrededor del centro de masas común cada 269 años. La separación media entre ambas es de 56 UA, en una órbita excéntrica que las lleva desde una distancia mínima de 15 UA a una distancia máxima de 97 UA. En 1947 la separación entre las dos estrellas era mínima, mientras que la separación máxima tendrá lugar en el año 2082.
Las componentes de la velocidad espacial de Fornacis son (U, V, W) = (–35, +20, +30) km/s.
Hace aproximadamente 350.000 años, Fornacis experimentó un encuentro cercano con la estrella blanca de la secuencia principal HD 17848; se estima que, en aquel momento, la separación mínima entre ellas fue de sólo 0,265 años luz (0,081 pársecs).